# Miguel Flores
Miguel Flores Espinoza (* 11. Oktober 1920 in Taltal; † 15. Januar 2002 in Santiago de Chile) war ein chilenischer Fußballspieler. Er nahm mit der Nationalmannschaft seines Landes an der Fußball-Weltmeisterschaft 1950 teil.

## Karriere
Leben und Karriere von Miguel Flores sind spärlich dokumentiert. Von 1943 bis 1949 spielte er für den CD Magallanes aus der Hauptstadt Santiago. Am 13. April 1949 debütierte Flores beim Campeonato Sudamericano 1949 im Spiel gegen den Gastgeber und späteren Turniersieger Brasilien in der chilenischen Nationalmannschaft. Im Verlauf des Wettbewerbs bestritt er zwei weitere Spiele gegen Peru und Uruguay. Es blieben seine einzigen Einsätze in der Nationalmannschaft.
Anlässlich der Fußball-Weltmeisterschaft 1950 in Brasilien wurde Flores erneut in den chilenischen Kader berufen. Dabei kam er in keinem der drei Spiele seiner Mannschaft zum Einsatz. Chile schied als Gruppendritter nach der Vorrunde aus dem Turnier aus. Zu diesem Zeitpunkt war Flores auf Vereinsebene für den CF Universidad de Chile aktiv.